# Alcis kukunorensis
Alcis kukunorensis là một loài bướm đêm trong họ Geometridae.